# 黑头弓背蚁
黑头弓背蚁（学名：Camponotus nigriceps）（英文俗名：black-headed sugar ant，brown sugar ant），是澳洲特有物种。分布于其大部分州，属于蚁亚科之下的弓背蚁属（Camponotus），该属是世界分布的属，之下物种通常统称弓背蚁或木蚁。该物种于 1858年由英国昆虫学家 Frederick Smith 描述并命名。该物种特点在于其头部为黑色的，胸部为红褐色，腹部为黑色，并且在这个物种之间还存在多种颜色变化。
该物种的工蚁具有多种分化等级：工蚁体长6至12（0.24至0.47英寸） ，雄蚁为12（0.47英寸） 。蚁后是蚁群中最大的成员，体长16（0.63英寸） 。该物种栖息于干燥地区，包括开阔区域或干燥的硬叶林，于泥土、土堆或石头下筑巢。
婚飞发生在夏季，巢穴可容纳数千只工蚁。黑头弓背蚁被认为是一种家居害虫，以甜食和昆虫为食，并照料蝴蝶幼虫。许多鸟类和鱼类捕食这些蚂蚁。

## 分类学
英国昆虫学家 Frederick Smith 于1858年出版的《大英博物馆收藏的膜翅目昆虫目录》中描述了黑头弓背蚁的正模标本。在目录的第六部分中显示该物种被归入了蚁属（Formica）。 几年后，德国昆虫学家 Julius Roger 将该物种归入弓背蚁属。
种加名“nigriceps”来源于拉丁语中的“niger（黑色）” 以及“ceps”（在复合词中是caput“头部”的缩写形式）。
1887年，意大利昆虫学家卡洛·埃默里（Carlo Emery）描述了一个亚种，即Camponotus nigriceps lividipes 。  1933 年，威廉·莫顿·惠勒将黑头弓背蚁归类为拟广布弓背蚁的一个亚种，但后来又于 1934 年将其定為为一个独立种。  
这种蚂蚁属于黑头弓背蚁种团（Camponotus nigriceps species group），除此之外，该种团还包括了以下物种：
- 光亮弓背蚁 Camponotus clarior Forel, 1902
- 拟广布弓背蚁 Camponotus consobrinus (Erichson, 1842) 橙布弓背蚁、橙带弓背蚁
- 德兰德弓背蚁 Camponotus dryandrae Mc Arthur and Adams, 1996
- 伊氏弓背蚁 Camponotus eastwoodi 东木弓背蚁
- 洛厄里弓背蚁 Camponotus loweryi Mc Arthur and Adams, 1996
- 長斜弓背蚁 Camponotus longideclivis Mc Arthur and Adams, 1996
- 黑头弓背蚁 Camponotus nigriceps (Smith F., 1858)
- 苍头弓背蚁 Camponotus pallidiceps Emery, 1887

## 描述

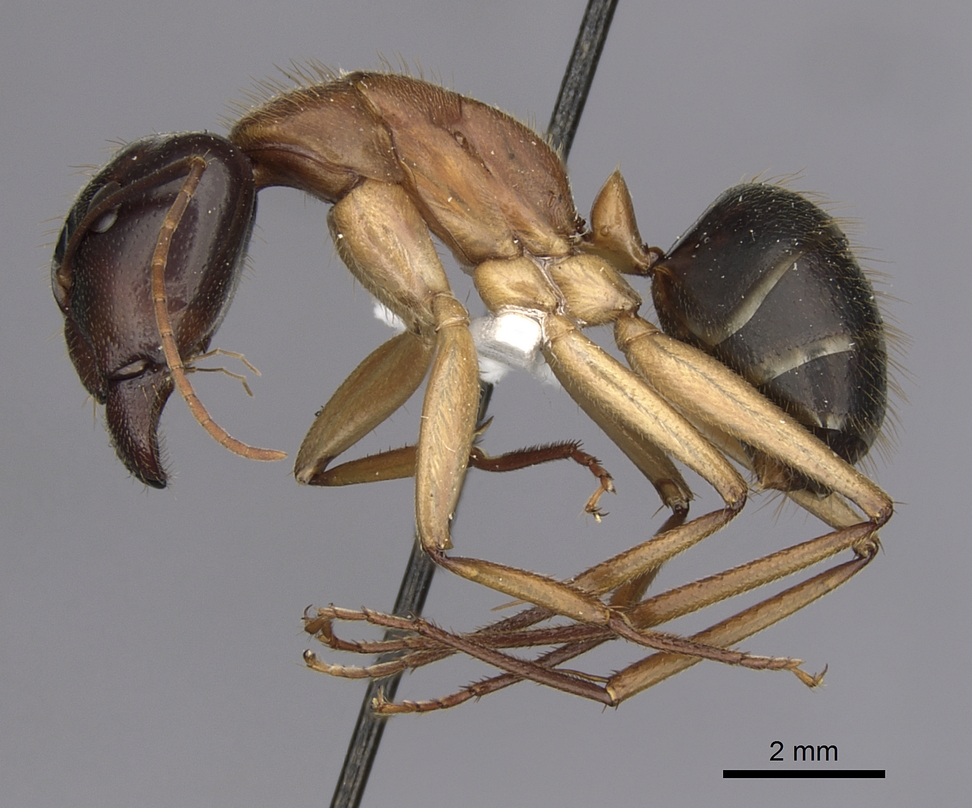
工蚁标本的特写侧视图

该物种为中大型弓背蚁；是一种多态性物种，具有小、中及大型工蚁。 工蚁整体大小从10至12（0.39至0.47英寸） 。雄蚁长12（0.47英寸） ，蚁后体长16（0.63英寸）。 其亚种Camponotus nigriceps lividipes的工蚁整体仅能长到6至10（0.24至0.39英寸）。 工蚁的腹节和腹柄节颜色各异；腹节可以是黑色、棕色或黄褐色，而腹柄节则是红褐色或黄色。工蚁大多呈棕色，头部和胸部有明显的浅色斑块，唇基和上颚颜色更深；足部呈黑色或棕色。 
腹部、中腹背板、前胸背板和腹节上长有大量毛发。平均每根头发长0.35（0.01英寸）长。 头部下方和胸部上有金色的毛。足部上的毛与胸上的毛相比较短。工蚁的复眼是凸出来的，而大型工蚁的复眼是平的。 在黑头弓背蚁种团中，黑头弓背蚁很容易被误认为是拟广布弓背蚁，因为它们的外观相似，但拟广布背蚁的颜色较深，且腹部有一条橙色环带，而黑头弓背蚁则没有这一特征。 在尝试识别外观相似的物种时，通常会检查其小型工蚁标本。 

## 分布和栖息地
黑头弓背蚁分布在澳大利亚大部分州。主要分布于昆士兰州的北部和东南部，并广泛分布于整个澳大利亚首都领地。这种蚂蚁广泛分布于新南威尔士州和维多利亚州，但在新南威尔士州西北部和维多利亚州东南部没有发现。在南澳大利亚州，它常见于东南部地区，而在西北部则较少见到。它们分布在西澳大利亚州，但在该州北部地区和北领地均未发现其踪迹。
黑头弓背蚁主要栖息在干燥地区，包括干燥的硬叶林或空旷地区，尤其是牧场。 其他优选栖息地包括油桉、桉树林和鸡冠木麻黄，海拔范围为241—319（791—1,047英尺）。 巢穴位于高地红土中，周围有高大的桉树或树丛下。 同時巢穴也可在大土堆中或石头下找到。 有时，紫彩虹臭蚁（Iridomyrmex purpureus）栖息的雪松木和大土丘上也会栖息黑头弓背蚁。

## 行为与生态

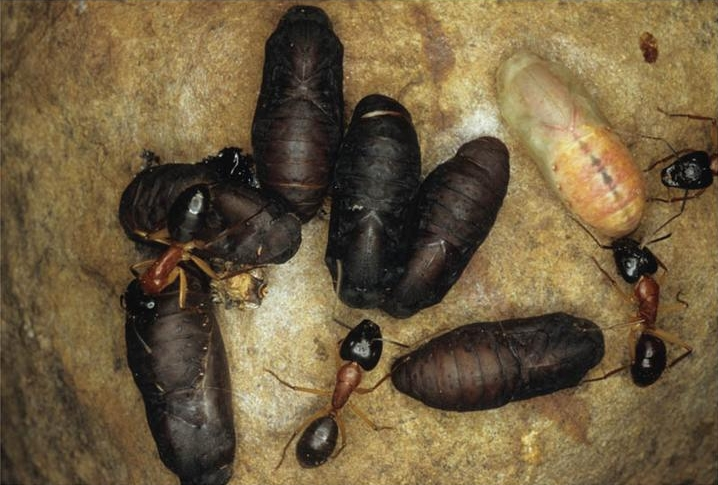
主要工蜂负责照料波緣澳灰蝶（Ogyris genoveva）蛹

黑头弓背蚁是夜行动物。 由于蚂蚁可以在夜间进入人类的家中寻找食物，因此有时它们被认为是家居害虫。 白天時的牠們并不活跃，直到晚上才会出动。 黑头弓背蚁主要以甜食为食，也会吃昆虫和人类家中的各种食物。
工蚁在迁徙到其他巢穴或带领其他工覓食時，会使用多种社交方式，其中一种方式為一只工蚁领着另一只工蚁、一前一后奔跑或留下信息素踪迹来定位。 它们與澳灰蝶屬的旑澳灰蝶（Ogyris idmo）和波缘澳灰蝶（Ogyris genoveva）为共生关系。   该蝴蝶的幼虫会栖息在黑头弓背蚁建造的地下区域中，夜间時它们会和同伴一起出来，以槲寄生的叶子为食。 该物种对蚁栖动物具有耐受性；曾在巢中发现甲虫Ctenisophus morosus和Cryptodus paradoxus ，南方蚁蟋（Myrmecophilus australis）也栖息在群落中。 其他栖息在巢内的昆虫包括螟蟬科的沫蝉。
多种鸟类和其他食肉动物以黑头弓背蚁为食。黑脸燕鹟、棕短嘴旋木雀、黑额矿吸蜜鸟、褐背小鶲和栗腰薮鸲鸟等鸟类都以该物种为食，因为在这些鸟的胃里曾发现过工蚁的肢体部位。 黑头弓背蚁还有包括虹鳟鱼等其他天敵。
婚飞很一般始于夏季，在一座新建的蚁巢里发现了一只已经交配但还没有幼崽的年轻蚁后。 在蚁巢建立初期，大型工蚁较多，而较老的蚁巢的劳动力可能仅由小型工蚁组成。一个普通蚁巢一般包含五千到七千个工蟻。该物种的蚁后寿命极长，野生的蚁后寿命可达21年，其中一只已知的圈养蚁后可活至23岁，是世界记录中第二长寿的蚁后。 该物种的幼虫能長到非常大；記錄中采集的幼虫长度可达16.4（0.65英寸）。

## 笔记
1. ↑  The CSIRO Division of Entomology claims the ant is only distributed in New South Wales.[13]

### 引用书籍
- Hölldobler, Bert; Wilson, Edward O. . Cambridge, Massachusetts: Belknap Press of Harvard University Press. 1990. ISBN 0-674-04075-9.